# Morris (desenator de benzi desenate)

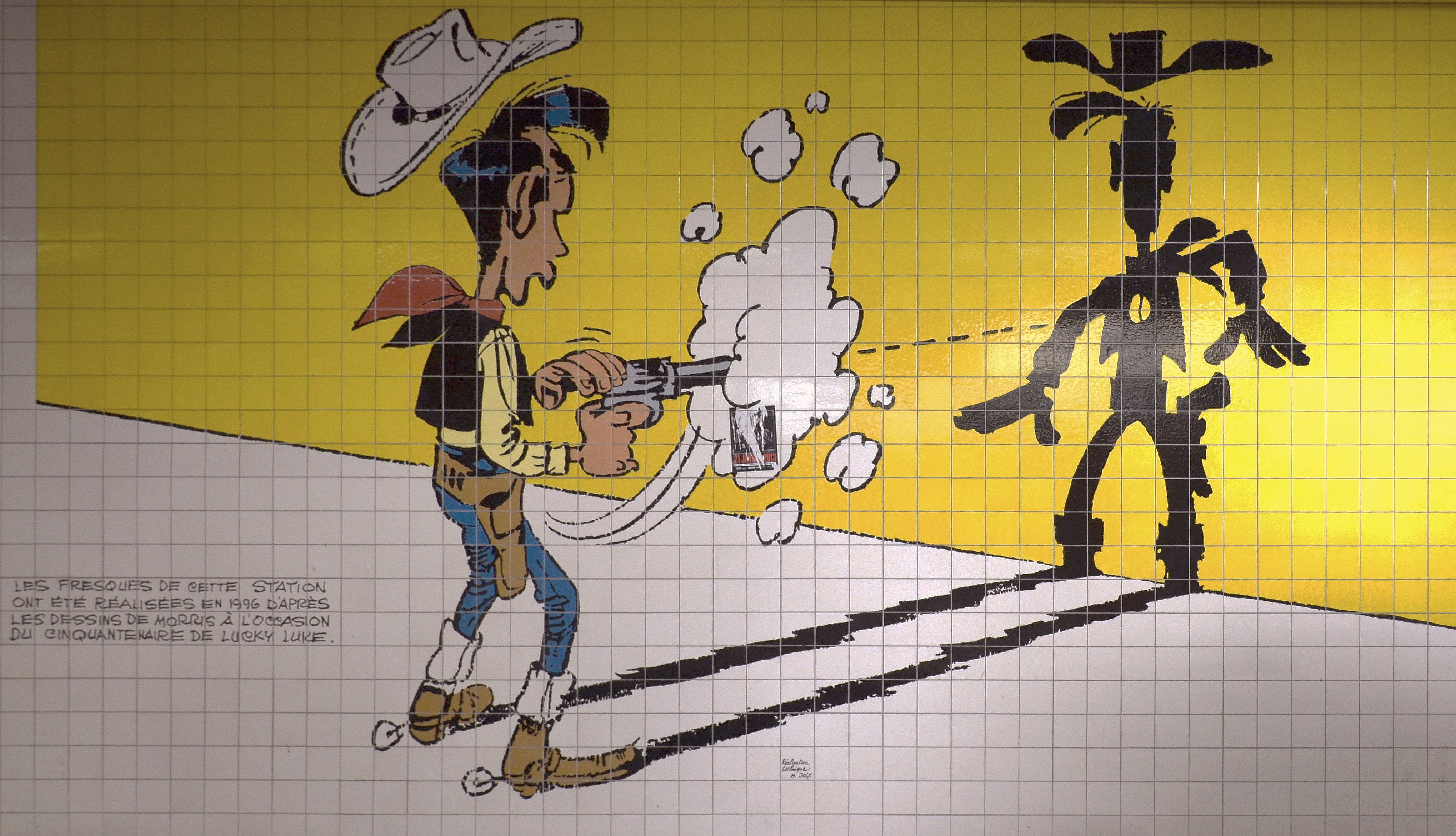
Lucky Luke

Maurice De Bevere, cunoscut sub pseudonimul Morris, (n. 1 decembrie 1923, Kortrijk, Flandra, Belgia – d. 16 iulie 2001, région métropolitaine de Bruxelles, Valonia, Belgia) a fost a fost un autor belgian de benzi desenate, cel mai bine cunoscut pentru seria Lucky Luke ce a fost tradusă în 23 de limbi.

## Biografie
S-a născut la Kortrijk la 1 decembrie 1923. Încă din copilărie, a excelat ca desenator și a desenat caricaturi ale profesorilor săi de la școala iezuită. La vârsta de 20 de ani a lucrat ca desenator într-un studio de desene animate belgian și i-a cunoscut pe Peyo, André Franquin și Eddy Paape. Mai târziu, împreună cu Franquin, Will și Jijé, a format un grup de ilustratori cunoscut sub numele de „La Bande des quatre”.
În 1946 a creat personajul Lucky Luke pentru banda desenată Arizona 1880, care a apărut la sfârșitul anului 1946 în L'Almanach Spirou 1947, publicat de editura Dupuis. În 1947 a apărut în săptămânalul Spirou începutul poveștii Dick Digger's Gold Mine. Din 1949, seria a fost publicată în albume. În 1948, Morris, Franquin și Jijé au plecat în America. Morris a continuat să deseneze benzi desanate pentru Spirou. A făcut cunoștință cu Jack Davis și Harvey Kurtzman și a asistat la nașterea revistei Mad în 1952. În Statele Unite l-a întâlnit și pe René Goscinny, care a împărțit un atelier de desen cu Kurtzman și John Severin. Din 1955 Goscinny a scris scenariile pentru Lucky Luke. Primul lor album comun Des rails sur la prairie a apărut în Spirou în august 1955. Apoi Morris s-a întors definitiv în Belgia și a lucrat cu Goscinny până la moartea acestuia în 1977. Apoi, spre deosebire de Albert Uderzo, desenatorul lui Asterix, Morris a lucrat cu alți autori, precum Bob de Groot, Lo Hartog van Banda, Patrick Nordmann, Xavier Fauche și Jean Léturgie.
În 1987, Morris a creat seria secundară Rantanplan, un câine de care Lucky Luke îi place să facă mișto. În anul 1991, Morris a fost decorat cu Ordinul lui Leopold în grad de cavaler. În 1992 a primit Marele Premiu special la cea de-a 20-a aniversare a Festivalului Internațional de Bandă Desenată de la Angoulême.